# Деца индиго
Деца индиго (на английски: Indigo children) е псевдонаучен термин, използван, за да опише деца, за които се вярва, че притежават специални, необичайни и понякога – свръхестествени черти или способности. Тази идея се основава на ню ейдж концепции, развити през 70-те години на 20 век от Нанси Ан Тапе, част от нейната класификация на хората според оттенъка на аурата им (индигов цвят). Впоследствие концепцията е доразвита от Джан Тоубър и Лий Карол. Идеята за децата индиго добива популярност с разпространението на няколко книги и филми в края на 90-те. Множество печатни и видео материали и конференции са създадени около вярването в идеята за децата индиго, тяхната природа и способностите им. Интерпретацията на тези вярвания варира от убеждението, че те са следващо ниво в човешката еволюция, до това, че владеят телепатия или просто, че са по-емпатични от връстниците си.
Псевдонаучни изследвания им приписват да са представители на следващия етап от човешката еволюция, да идват от други планети, да имат богат опит и знания за Космоса и притежават паранормални способности, като телепатия, телекинеза и пр. Няма достоверни научни изследвания, откриващи които и да било от тези черти в т.нар. деца индиго. Често определенията, които се дават на децата индиго, са такива, че да се харесат на голям кръг хора, и те да приемат, че те се отнасят за тях, т.е. става въпрос за проявление на ефекта на Форер.
Определението за деца-индиго е дадено от Нанси Ан Тапе, която работи в областта на синестезията, през 1970 г. Тя класифицира хората според цветовете на аурата им. Според нея при тези деца преобладава индигово-виолетовият цвят – нещо, което било характерно за зрели хора с духовни практики или житейска мъдрост зад гърба си. Нанси Ан Тапе твърди, че при близо 95% от децата, родени в последните 10 години, се наблюдавал този феномен. Макар и не научно потвърдена, популяризирането на идеята носи значителни приходи от консултации на подозирани за индиго деца, както и на авторите на книги, филми и организатори на конференции по темата .
Смятаната за най-популярна книга по темата е на Лий Карол (Lee Caroll) „Indigo children: new kids have arrived“ („Индигови деца; пристигнаха нов вид деца“).
Характеристиката на Нанси Ан Тапе за децата индиго ги представя като некомуникативни, с богата интуиция. Според нея тези деца работят с дясната половина на мозъка си. Съгласно поддръжниците на тезата за децата индиго, те помнят и възприемат информация много по-бързо от децата с развита лява половина на мозъка, от което следва отегчеността им от материала в училище. Често са смятани за разсеяни и несериозни, но били изпреварвали връстниците си и били хиперактивни и по-подготвени от учителите си.
Някои от набедените за деца-индиго са диагностицирани с хиперактивност с дефицит на вниманието. За това заболяване често се предписва риталин, за който няма изследвания, доказващи че е ефективен и безопасен в дългосрочен план, макар да съществуват отделни противоречащи си изследвания. Според поддръжниците на теорията за децата-индиго, това повлиява мозъчните функции и „успокоява“ неконвенционалното им поведение, но всъщност пречи на способностите им да се изявяват. Харесваща се сред средите на поддръжниците на идеята за индиго-деца е тезата, че „тези надарени деца просто предпочитат да учат по начини, различаващи се от конвенционалния образователен модел.“ Според поддръжници на теорията за децата индиго, риталинът правел децата, които го приемат, по-покорни, но същевременно води до загубване на фината им сетивност и необичайната им чувствителност.